# کیومیل
کیومیل (به انگلیسی: qmail) یک مامور انتقال پیام است که بر روی سیستم‌عامل‌های شبه یونیکس اجرا می‌شود. نوشتن این برنامه در ماه دسامبر سال ۱۹۹۵ آغاز شد و هدف آن ایجاد یک جایگزین امن برای برنامه سندمیل بود. کد منبع کیومیل در مالکیت عمومی قرار دارد و همچنین یک نرم‌افزار آزاد محسوب می‌شود. هنگامی که اولین بار کیومیل منتشر شد، اولین عامل انتقال پیامی بود که روش کار آن بر مبنای مسائل امنیتی گذارده شده بود. از آن موقع تا کنون نامه‌برهای دیگری هم منتشر شده‌اند که مبنای کار خود را بر روی مسائل امنیتی قرار داده‌اند. برنامه سندمیل، به عنوان محبوب‌ترین سلف کیومیل، با در نظر داشتن اهداف امنیتی طراحی نشده بود و در نتیجه، یکی از اهداف همیشگی مهاجمان و نفوذگران بود. در مقایسه با سندمیل که از یک ساختار یکپارچه برخوردار است، کیومیل از یک ساختار ماژولار (پیمانه‌ای) برخوردار است و هر مؤلفه آن، به مؤلفه‌های دیگر بی‌اعتماد است. در هنگام انتشار، کیومیل به طرز قابل توجهی از سندمیل سریع‌تر بود، خصوصاً برای انجام کارهای فله‌ای بر روی ایمیل‌ها، مانند سرویس‌دهنده‌های لیست پستی. همچنین پیکربندی کیومیل نسبت به سندمیل آسانتر است و فایل پیکربندی سندمیل پیچیدگی‌های زیادی دارد.